# Klaus-Peter Justus
Klaus-Peter Justus (Königsee, 1º luglio 1951) è un ex mezzofondista tedesco.

## Biografia
Gareggiando per la Germania Est, nel 1970 si affacciò alla ribalta internazionale vincendo la gara dei 1500 metri ai Campionati europei juniores. Nel 1972 prese parte alle Olimpiadi di Monaco di Baviera dove, dopo aver superato il primo turno, venne eliminato in semifinale. Nel 1973 giunse terzo ai Campionati europei indoor e l'anno seguente fu primo ai Campionati europei assoluti precedendo il danese Tom Hansen e il tedesco occidentale Thomas Wessinghage. In carriera vinse complessivamente 10 titoli nazionali.
Suo figlio Steffen si è dedicato al triathlon con buoni risultati a livello internazionale.

## Palmarès
| Anno | Manifestazione   | Sede      | Evento | Risultato | Prestazione | Note |
| ---- | ---------------- | --------- | ------ | --------- | ----------- | ---- |
| 1970 | Europei juniores | Parigi    | 1500 m | Oro       | 3'51"39     |      |
| 1973 | Europei indoor   | Rotterdam | 1500 m | Bronzo    | 3'43"36     |      |
| 1974 | Europei          | Roma      | 1500 m | Oro       | 3'40"55     |      |

## Altre competizioni internazionali
1973
- Bronzo in Coppa Europa ( Edimburgo), 1500 m - 3'42"61